# ديفيد براين
دايفد براين (1857-1944) (بالإنجليزية: David Prain)‏ هو عالم نبات بريطاني.من أهم إنجازاته،تصميم حدائق قاعة فيكتوريا التذكارية في كالكوتا،الهند

## حياته الخاصة
في عام 1887 تزوج دايفيد من مارجريت تومسون، ابنه المحترم وليام تومسون من بيلهيفي، جنوب أبرديين، كان لديهم طفل وحيد، ثيودور، وقد نم قتله في الحرب العالمية الأولى